# Karin Erskine
Karin Elizabeth Erskine (* 26. Februar 1945 in Stockholm) ist eine schwedische Kostümbildnerin.

## Leben und Wirken
Erskine wurde im Stockholmer Stadtteil Engelbrekts församling geboren. Sie besuchte eine Kunstschule in Stockholm und arbeitete am National Theatre (Old Vic Theatre) sowie für BBC in London. Dann wurde sie freiberufliche Kostümdesignerin. Sie arbeitet für Film und Fernsehen, Oper und Theater.
Erskine war für die Kostümgestaltung in Ingrid Bergmans Musikfilm Die Zauberflöte verantwortlich. 1976 erhielt sie dafür gemeinsam mit Henny Noremark eine Oscarnominierung in der Kategorie Bestes Kostümdesign.
Erskine nahm zweimal für Schweden an der Prague Quadrennial (PQ) teil, einem internationalen Szenografie-Wettbewerb in Prag. 1999 entwarf sie die Kostüme für A Dream Play, eine Ausstellung zu Ehren von August Strindberg. 2003 gewann sie gemeinsam mit Lars-Ake Thessman, der das Bühnenbild gestaltete, die Goldmedaille von PQ in der Kategorie Complex realization of a single production. Ausgezeichnet wurde ihre Rauminszenierung des Theaterstücks Elektra.
Zu Erskines Arbeiten gehört die Kostümausstattung der Opern L’incoronazione di Poppea am Stockholmer Drottningholms Slottsteater (2009), The Rake’s Progress am Det Kongelige Teater und Göteborgsoperan in Göteborg (2009/2010), Don Giovanni am Schlosstheater Drottningholm (2010), Alcina am Göteborgsoperan (2011), The Turn of the Screw auf Schloss Läckö (2011) und Un ballo in maschera am Stockholmer Opernhaus Folkoperan (2012). Im Herbst 2012 entwarf sie die Kostüme für die Bühnenaufführung der szenischen Kantate Carmina Burana am Folkoperan. Ihre Kostüme für Alcina 2011 wurden besonders gelobt.

## Filmografie
- 1973–1974: Någonstans i Sverige (Fernsehserie, 7 Folgen)
- 1975: Die Zauberflöte (Trollflöjten)
- 1979: Kristoffers hus
- 1980: Blühende Zeiten (Blomstrande tider)
- 1981: Babels hus
- 1999: Saito Kinen Festival in Matsumoto: Gekitekimonogatari 'Fausto no goubatsu'
- 2005: Lovisa och Carl Michael
- 2008: The Metropolitan Opera HD Live (Fernsehserie, 1 Folge)